# 有線寬頻爭議
有線寬頻通訊有限公司簡稱有線寬頻，是香港永升亞洲持股公司，擁有及經營一個覆蓋幾及全香港的電訊網絡，提供收費電視服務及製作本地電視節目，亦提供寬頻上網服務、媒體內容供應及IP點批發服務。有線寬頻與旗下子公司香港有線電視有限公司（簡稱有線電視）的經營方式曾多次引發爭議。

## 概述
有線寬頻於2000年1月開始提供家居共享寬頻上網服務，以其低於其競爭對手的價格，曾成功成為香港的第二大寬頻網絡服務供應商（第一位是香港電訊網上行，現時第二位為香港寬頻）。但因有線寬頻還是以共享形式提供寬頻服務，共享寬頻是指整個地區全部只共享一個寬頻，這個地區愈多人使用該公司的服務，頻寬就愈小，速度就愈慢；更會有連線中斷及上網困難等問題，用戶上網質素和速度下降，結果導致連線不穩定。其後經投訴後廣管局也接手調查，揭發所謂的10Mbps共享寬頻實際有線只撥出8Mbps，有線誇大共享寬頻的速度，裁定投訴成立。有線其後更多次單方面透過修改合約，單方面降低用戶的上網速度，以致其市場佔有率不升反跌，其市場位置更被香港寬頻及和記環球電訊等後起公司瓜分。 
有線寬頻和有線電視的客戶服務熱線曾因線路太繁忙而備受批評，而且終止服務只能在合約完結前兩個月至30日內提出，並只能透過致電索取附有客戶號碼的終止服務表格，無法透過其他渠道終止服務。直至2007年年中，有葵青區議員成功替居民終止有線寬頻和有線電視服務後，有線寬頻才對外宣稱：因搬遷客服中心、喪失英格蘭足球聯賽播映權和推出「有線十蚊台」的緣故，以致客服電話線路繁忙，並稱當客服中心集中搬到廣州後，客服電話會有所改善。現時並已提供網上索取終止服務表格。
面對大量的投訴，電訊局與廣管局均束手無策。電訊局稱收費電視不屬《電訊條例》監管範圍；廣管局指《廣播條例》未有規管收費電視的銷售手法及續約問題，局方收到投訴後，只會全數交回有線當局自行處理。傳媒向有線電視查詢時，公司回應稱，希望客戶能向他們直接反映，該公司會盡力協助解決問題。

## 爭議類型

### 非法及誤導推銷
根據民主黨報告內指出，有線推銷員為求保持原有業績及豐厚佣金，不惜以非法及誤導及欺騙的手法進行推銷，有線非法及誤導的推銷手法的歸納如下：    
- 雖然現時大部份公屋已在地下大堂設置保安崗位，防止上門推銷及其他不法活動，但有線推銷員向保安員表示祇是與現有客戶商討合約或推介服務，實際上卻向其他單位逐戶拍門推銷，保安防線形同虛設。祇有收到住戶投訴滋擾或遭保安員巡邏時發現後驅趕，方會知難而退。

- 冒充房屋署職員，上門為住戶檢查電視接收問題，入屋簡單檢查後卻大力推銷各類有線服務，或在門外多日向同一住戶推銷逾句鐘，直至住戶被煩擾至頭昏腦脹簽約。

- 由於房屋署為節省成本，住戶單位內的電視天線接收器全部由有線免費提供，接收器上因而印有有線標誌。此舉讓有線推銷員有機可乘，向住戶（尤其長者）訛稱房署已准許有線入屋安裝，更聲稱整個屋邨均會安裝，如不安裝日後將無法接收電視。

- 向長者表示免費安裝平安鐘，祇要簽署合約便可向福利機構免費申請，查實祇是簽署有線電視合約，與安裝平安鐘並無任何關係。

- 向住戶聲稱為特選客戶，以比其他電訊商更特惠的價錢推銷不同組合，如$170包括「電話＋電視＋上網」服務等，但訛稱因其中一樣服務安排安裝時間需時，因此未能同時間安裝，最終發現祇包括其中某一至兩項服務。

- 向住戶表示祇要簽署合約便可免費使用服務，查實為推銷員先自行支付首數月合約，避免合約終止，及後客戶方才發現要支付月費。另如住戶對簽署合約猶疑不決，推銷員表示可代為支付首三個月月費，可見佣金吸引之大。

另有媒體報導2007年7月出現取消合約潮的九倉有線電視（即有線寛頻）遭受如下類型的投訴：    
- 向年長住戶訛稱須安裝有線解碼器才可繼續收看免費電視
- 向舊有客戶稱正減價推廣，簽一份新約可用新優惠價錢繼續享用服務，實際是替客戶加一份新合約
- 在客戶的合約底單寫上送贈8個月月費，客戶致電查詢，有線卻稱公司沒有該優惠的紀錄
- 借檢查線路為名入屋，向失明及失聰的長者訛稱服務毋須繳費，實際卻收取月費150元
- 聲稱會替其他公司的客戶處理提早解約問題，但其實只為客戶加上一份有線合約
- 訛稱客戶簽約3個月後可取消合約，實際不能取消，合約為期18個月

### 刁難終止合約
自有線電視失去部分足球賽事獨家轉播權，及遭其他電訊商大肆宣傳，以同類服務更平價錢搶客後，終止有線電視服務潮也陸續出現，但客戶終止時卻遭有線刻意刁難：
- 取消服務專線長時間無人接聽，致無法索取終止服務表格，部分客戶反映曾嘗試致電多次近兩個月都未能打通，反而在未到期前數月致電卻因未到有線規定的「合約到期前一個月終止」而未有受理。

- 大部分客戶未知道要索取及交回終止合約方可正式終止，客戶服務部祇繼續推銷其他服務，而未有理會客戶要求，最終部分客戶以為已終止合約。

- 多次以不同方式（包括傳真／郵寄等），交回終止合約表格，有線卻指未有收到，而未能終止合約，或多交正價月費逾月，最終交由區議員辦事處與有線外事部直接交涉方可解決終止合約問題。

- 要求客戶交回解碼器，逾期則施以逾千元重罰，並非包安裝包拆卸，令部分不知如何拆除解碼器或擔心損毀的住戶無所適從。

- 申請安裝的電話線一撥即通，但當要終止服務時，客戶服務電話熱線長期不能接通，且終止服務只能透過致電索取附有客戶號碼終止服務表格，無法透過其他渠道終止服務。

### 強逼續約
2007年5月當季英超、歐聯足球賽結束後，有線電視失去來屆的賽事播映權（但到2010首季時，有線之紅白合約亦將屆滿。），導致有不少合約到期的客戶選擇終止服務；對此有線疑因想阻止客戶流失，故對申請終止服務時設置重重關卡，務求令客戶知難而退，而有線則可繼續收取月費。    
有線主要在以下地方設置關卡，包括：    
- 只能透過電話解約：有線規定終止合約只能透過電話進行，即使客戶到「有線寬頻專門店」或親臨荃灣有線電視大廈，外人不能進入，而職員也不會受理，客戶只能被逼打有線的客戶服務熱線終止合約。
- 終止合約必須遞交表格：客戶只能透過電話要求職員寄終止表格，之後他們填好寄回有線電視公司才能終止合約。
- 終止服務熱線 極難接通：雖然有線電視的客戶服務守則註明，95%以上的來電可在15秒或30秒內被即時接聽或轉駁，但是這個承諾如同虛設，不少投訴人均指出這條熱線極難接通，難打程度實在令人難以接受。明報記者曾做了測試，在兩周幾次致電熱線，有一次打了一小時仍無法取得終止表格，最終更被職員無理掛線；另一次等了近一小時仍無人聽；又另一次也要等半小時才有人接聽。

- 職員間互相推卸責任：各部門好像有拖延的心態，當客戶接通電話後，職員也會有不同理由拒絕跟進，包括各部門互相推卸責任、轉駁後無人接聽、談話中途無故掛線等。明報報導投訴人張太的說話，她指出有線的客戶服務熱線1832 832難以接通，當有人接聽時，對方卻叫她致電 1832 898找另一個負責的部門，但該電話同樣難打，而且亦不能留言，被人感覺有心留難。

- 索取終止合約遭到刁難：客戶嘗試拿終止表格時會受到職員不斷刁難，例如職員不斷追問他取消有線的原因，更反過來遊說他續約，不看有線還有什麼節目好看云云，對客戶的要求不置可否。

- 不合理拖延寄表格時間：如果客戶堅持要終止表格，職員即表示最快也要兩周後才能收到表格；而當客戶說他能用朋友拿到的終止表格來填，職員即說每個表格都是獨特和有特別參考編號，不能共用。該編號的唯一性確保了一份表格只能讓一位用戶使用，同時該參考編號會被記錄於該用戶資料庫中。但是過了兩周後客戶收不到表格，打上去問職員則聲稱他們已經寄了，你可能要求寄幾次都無效。[4]

- 在有效期內寄出終止服務表格：客戶在收到表格後必須留意有效日期，他們如果不能在有效日期前遞交到有線寬頻（要他們確認收到的時間作準），否則表格過期就會代作廢論！

- 職員聲稱收不到表格：有投訴人指他收到表格並寄出後，以為自己以成功終止合約，但當其後自己發覺有線仍然收取費用時，才知道自己還沒有終止合約，更甚的是他因沒有終止合約而被續約了。質問下職員還以一副不打緊的口吻說：「你知啦，可以寄失嘛。」對此有網友建議客戶寄終止表格時，不妨以雙掛號信或速遞形式，這樣可保證有線確認收到，無從抵賴。再不然，到消費者委會員投訴[5]。

- 終止服務後仍不斷推銷：終止服務後，有線職員不斷上門或打電話推銷有線，令到不少客戶不勝其煩。

## 實際案例
有線寬頻初時招攬用戶時，標榜能提供10Mbps和「快人三十倍」的上下傳速度。2000年6月，在用戶不知情，且違反合約之下，單方面降低上下傳速度至8Mbps，其後在2002年11月更靜靜地取消所有列出其上下傳速度。後來有線寬頻承認部分客戶的上載速度理論值最高只有256kbps至1.5Mbps，下載速度最高理論值只得1.5Mbps。在2002年4月，有線寬頻答覆報章投訴版時稱，若用戶的上下傳速度有120kbps便屬正常速度。
2002年12月，有線展開了更換新寬頻機，稱更換寬頻機後，再透過網絡更新，將來可達到38Mbps的速度。其後被用戶發現該寬頻機實為用作限制用戶的寬頻傳輸率。
2006年年中，有線電視推銷員當日上門向柴灣患紅斑狼瘡症導致嚴重弱聽及失明的林姓老人推銷，訛稱是免費服務，一塊錢也不用支付，他只需簽約同意安裝即可。後來林姓老人收到月費150元的賬單始知受騙。林姓老人的妻子是印尼華僑，不懂廣東話，兩人靠綜援過活。該騙案顯而易見，但有線至2007年7月依然不肯為他們免費解約。
2006年年底，家住天水圍的鄭小姐簽下18個月長約，當時推銷員承諾送上8個月免費優惠，並將承諾免費的月份寫在客戶留底的合約上。鄭詢問原因，推銷員稱：「因為是特別為你提供優惠，我要回公司另外寫單。」但她後來發現並沒有免除月費，致電有線電視查詢，對方卻聲稱該公司沒有此紀錄，不肯承認有送上8個月免費優惠，鄭想與這位推銷員對質時，公司稱有關推銷員已去如黃鶴。
同樣在2006年年底，有線推銷員上門游說靠綜援維生的63歲王姓老人安裝解碼器，聲稱只需簽約3個月及月費170元，並恐嚇若不裝有線，以後永不能收看免費電視。距料3個月後當他致電取消，職員卻指他簽下的是18個月死約。直至2007年年中有線電視得悉他向區議員投訴，才匆匆致電同意跟他解約，但他須繳清340元餘款。
2007年6月4日，有一呂姓女子向媒體投訴有線刁難解約。該用戶近月致電有線要求終止合約，但職員卻不斷介紹各項優惠，令人極感煩厭，呂小姐表明堅拒續約，職員才願辦理手續。但兩周後有線再致電呂家介紹優惠，其家人在一知半解下答應續約，呂小姐氣憤難平，遂致電有線投訴，對方最終同意取消合約，但要交回該期間的正價月費。
同日，另有一葉姓男子投訴表示：數月前突然收到一名有線職員來電，誠懇地為他覆核個人資料，並主動提供減費優惠，優惠為期 30個月，其間不可轉台。葉說：「當時我不虞有詐，還以為有線念舊，於是欣然接受。」但兩日後即從報章得知有線失去英超播映權，葉隨即去信有線要求終止合約，但有線指他有口頭承諾，如違約只有訴諸法律，葉慨嘆「有做羊牯的感覺」，無奈接受。
2007年6月18日，一名林姓老人向媒體投訴有線強逼續約。該老人先前與有線簽下月費58元合約套餐，當時職員訛稱這個套餐有很多台可以看，不申請便可惜。林姓老人簽約後發現只能收看澳門、深圳、珠海及京劇四個台，感到無奈。他決定在約滿後解約，惟由2007年4月起致電客戶熱線後一直未能接通，打了幾個月，幾經辛苦終於在2007年6月18日成功打通，但與職員相談不了數句便被掛斷。林姓老人不甘心這樣被強逼續約，怒氣沖沖地表示：「佢報警拉我啦，總之我唔會畀錢（有線有本事便報警拉我，總之我是不會付錢的）。」
2007年6月19日，一名單親媽媽向媒體泣訴被有線電視無理自動續約。她選購的套餐月費高昂，一共要付逾360元，所以她希望在約滿前取消服務，怎料服務熱線打了很久也打不通。她花了近兩個月，幾經辛苦下終於順利接通，唯對方竟指已為她自動續約，她感到十分無助，痛斥有線無良心。
2007年6月20日，媒體報導做散工月入約2,000多元的劉女士先前被推銷員誤導簽下18個月長約，職員訛稱新聞已大賣『高清』（快將推出數碼廣播），如果不想看不到電視，就要安裝有線公司的解碼器。劉女士不虞有詐簽約，後來始發現受騙，十分無奈。
2007年9月27日，有媒體報導早先有一名有線用戶自殺身亡，因在死亡現場沒有帶身份證，因此死因裁判官簽發的屍體埋葬紙只印上姓名不詳，但有在下方手寫死者的姓名作實。在其他銀行及公共機構已接納了這張埋葬紙，而且保險公司亦已發出賠償的情況下，惟獨有線不肯承認這張埋葬紙，拒絕終止合約，並要求死者家屬繼續代交月費。根據衞生署職員表示，埋葬紙雖然姓名部分是手寫，但有法醫官簽名，屬於有效文件。至於有線要求家人繼續代交月費的做法，亦有律師指其違法，因為一個人死了，法律上合約便會自動終止；就算死者生前有欠債，債主亦只可從死者的遺產中扣除，家人沒有責任替死人償還債務。事件經家人投訴及報章報導後，有線發言人始承認錯誤，表示是前線員工處理失當，並終止合約及取消有關費用。

2014年9月22日早上11時許，一名19歲就讀香港專業教育學院二年級的男子持開山刀和生果刀闖入位於荃灣的有線電視大樓，因為合約問題，聲稱要找有線電視高層，保安拒絕他進入，該男子斬傷保安員的手和頭部，再闖入大廈二、三樓梯間；另外兩人嘗試制服兇徒時亦受輕傷。警方大約在12時半將疑犯拘捕，由救護車送院。有線電視就發表聲明，事件深表震驚。聲明說，由於警方仍在調查案件，不便猜測事件原因。公司會就事件，檢討及加強保安。警員其後到男子家中進行搜屋，搜屋後發現被告家中藏有武士刀及伸縮警棍等武器。

## 爭議統計
消費者委員會2007年首4月接獲1255宗有關收費電視投訴，較去年同期激增40.3%。消委會發言人表示，接獲市民就收費電視終止合約的投訴，已向有關機構反映和跟進，研究如何改善營商手法。
2007年6月20日，立法會議員梁耀忠揭發有線電視，使出欺客招數強迫客戶簽下長期的電視服務合約。單單他過去兩個多月，便收到了近百宗葵涌居民的投訴，投訴數字十分驚人。
有線收費電視和其母公司九倉電訊被不停投訴。民主黨在2007年3月及6月以電話訪問1,368名市民，了解他們對收費電視推銷手法的意見，44.8%被訪者或其親友曾被收費電視推銷員誤導以致損失金錢，當中近一半人損失500元至5,000元不等。民建聯上月底同類電話調查訪問818人，18.2%人過去一年曾與電訊商發生爭拗，以香港寬頻最多，佔21%；九倉有線電視與九倉電訊分別有15%及11%。工聯會過去兩個月也收到東涌與天水圍居民共30宗有關投訴。

## 政黨抗議
自有線電視失去部分足球賽事獨家轉播權，及遭其他電訊商大肆宣傳，以同類服務更平價錢搶客後，民主黨近月於各區共收到逾百宗個案，其中以葵涌邨最為嚴重，近2個月共收到逾卅宗個案，半數為投訴有線懷疑非法／不良推銷手法，另半數為刻意不讓客戶終止到期合約。    
於2007年6月6日上午，民主黨約10名黨員手持橫額，遊行到位於荃灣的有線電視大樓外請願，抗議有線非法及不良推銷手法，及刻意刁難不續約客戶，要求政府從速立法監管。民主黨成員毀爛一幅諷刺有線服務「無王管」的漫畫，批評有線嚴重侵害消費者權益。

## 民間反彈
由於有線電視收費高昂，其經營的寬頻上網（即「有線寬頻」）及寬頻電話（有線稱之為「數碼住宅電話線」）服務經常出現無法接通的問題，而且售後服務差劣，投訴個案屢次冠絕全港所有電訊服務供應商，更曾因此被電訊管理局罰款及警告。    
此外，隨著有線電視失去了英超、歐聯2007年至2009年足球比賽的賽事和未來數年NHK紅白歌合戰轉播權，有不少合約到期的客戶選擇在2007年5月下旬開始終止服務；不過絕大部分用戶卻遭到有線電視刁難，索取終止服務表格時困難重重，除了客戶服務熱線打了一小時也沒有人接聽外，甚至有用戶打了數天，也未能成功接通。即使接通，客戶也會遭職員刁難稱「要兩周才能寄出表格」、「要以公司收到（表格）為準，但你知會寄失嘛。」頓時引起香港民眾公憤。    
其中有人組織反有線聯盟，網址為https://web.archive.org/web/20120824093242/http://www.i-cable.org/ ，網站更將「i-cable」寫成「唉-cable」，站內有一本有線投訴事件簿（但自2004年後就沒有更新），記錄了很多過往香港有線的惡行和投訴，還有教大家如何終止服務和列出不少投訴渠道供市民參看。

## 有線當局反駁
對於以上指控，有線電視發言人稱，這些問題是因為熱線電話服務經常線路繁忙，他們並不是有心拖延。來電查詢繁多而且近日他們的電話系統進行維修及升級。發言人稱，由於線路繁忙，前線同事工作量沉重，故公司近期已增加人手接聽，提升服務質素。

## 政府單位監管問題
面對堆積如山的投訴，電訊管理局與廣播事務管理局均束手無策。電管局稱收費電視不屬《電訊條例》監管範圍；廣管局指《廣播條例》未有規管收費電視的銷售手法及續約問題，局方收到投訴後，只會全數交回有線自行處理。    
對於有線收費電視推銷員假借數碼廣播為名，誤導市民簽約，電訊管理局澄清，市場上仍未有符合政府制式的解碼器，換言之即使安裝了收費電視的解碼器，也未必能收看數碼廣播高清節目；又強調最快2012年才取消模擬廣播，市民毋須急於更新解碼器。    
電管局宣佈2007年內推出數碼廣播，最快2018年取消現行的模擬廣播，意味觀眾若不更換電視或加裝解碼器，屆時可能無法收看任何免費電視節目。局方昨日指市場最快三個月後才有售合適的解碼器，而且模擬廣播也不會立即取消，所以毋須急於安裝解碼器。    
投訴人黃潤達稱曾經多次約見有線電視，但對方一直推搪，廣播事務管理局更回覆指不會跟投訴者見面。他表示稍後或會組織所有受害人，舉行遊行抗議。 傳媒向有線電視查詢時，公司回應稱，希望客戶能向他們直接反映，該公司會盡力協助解決問題。